# Cantabrodesmus lorioli
Cantabrodesmus lorioli är en mångfotingart som beskrevs av Jean-Paul Mauriès 1961. Cantabrodesmus lorioli ingår i släktet Cantabrodesmus och familjen Chelodesmidae. Inga underarter finns listade i Catalogue of Life.